# نیروهای مسلح اتریش
نیروهای مسلح اتریش (آلمانی: Bundesheer) مجموعه نیروهای نظامی اتریش است، که در سال ۱۹۲۰ تأسیس شد. نیروهای مسلح اتریش از ۴ شاخه مستقل تشکیل شده است که شامل: نیروی زمینی، نیروی هوایی، نیروهای ویژه و نیروی سایبری می‌باشند.
نیروهای مسلح اتریش شامل ۱۶۰۰۰ پرسنل فعال و ۱۲۵۶۰۰ نیروی ذخیره است. بودجه نظامی این کشور ۱٪ از تولید ناخالص ملی (شامل حقوق بازنشستگی) یا ۳٫۳ میلیارد یورو (۲۰۲، بدون حقوق بازنشستگی) است.